# Château du Bouilh
Le château du Bouilh se situe à Saint-André-de-Cubzac, en Gironde. Il est constitué d'un ensemble de bâtiments : pavillon d'honneur et communs disposés en hémicycle qui datent du XVIIIe siècle. L'architecte du château est Victor Louis qui y travailla de fin 1786 à août 1789. 
Le château fait l’objet d’un classement au titre des monuments historiques depuis le 17 mars 1943.

## Les origines
Les premières traces d'habitat en Cubzaguais remontent à l'époque magdalénienne (de 30 000 à 10 000 avant Jésus-Christ). On sait qu'à l'époque celte, il existait à Cubzac-les-Ponts un oppidum, enceinte fortifiée où les habitants se réfugiaient en cas de danger. C'est à l'époque gallo-romaine que le nom de Cubzac aurait trouvé son origine selon deux hypothèses. La première concerne une tribu de Bituriges Vivisques, les « Cubes » dont la région fut appelée par les Romains « Cubesacus » qui devint Cubzac et Cubzaguès. La deuxième s'appuie sur une villa, régissant les terres alentour au Ier siècle avant Jésus-Christ qui aurait appartenu à un certain « Cupitus » dont le nom aurait donné après des déformations successives « Cuptiacus » puis « Cubzac ».
Au VIIIe siècle apparaît sur le promontoire calcaire, le château des Quatre Fils Aymon, auquel succéderont plusieurs châteaux, sièges des seigneurs du Cubzaguais jusqu'au XVIe siècle où Cubzac-les-Ponts cédera la place de fief au château du Bouilh à Saint-André-de-Cubzac. La maison noble du Bouilh existait déjà en 1300 puisque l'on retrouve Milon du Bouilh qui rendait hommage en 1304 à l’archevêque de Bordeaux. À la suite d’une transaction, Charles d’Albret, comte de Dreux et de Gaure et captal de Buch, vendit la baronnie du Cubzaguais avec quelques autres fiefs à Bertrand de Montferrand, seigneur de Montferrand et de Veyrines. Le domaine est ensuite vendu en 1524 à Clinet de Lannes, baron de La Roche-Chalais. Il est ensuite dans les mains de son gendre Charles de Durfort. Sylvie de Lannes épousa en 1654 Gaspard de La Tour du Pin, seigneur de Chastelard, comte de Paulin.

## Géographie
Situé sur la commune de Saint-André-de-Cubzac, le château du Bouilh est traversé par le 45e parallèle nord. Il est situé à 26 kilomètres de Bordeaux et de Blaye (dont la citadelle est classée Patrimoine mondial de l'UNESCO) et à 29 kilomètres de Saint-Émilion, classé aussi Patrimoine mondial de l'UNESCO.

## La reconstruction du château
Le château du Bouilh appartient à Jean-Frédéric de La Tour du Pin Gouvernet, comte de Paulin, marquis de La Roche-Chalais et de Cenevières, comte de Chastelard, vicomte de Tesson et d’Ambleville, vicomte de Calvignac, baron de Cubzac et du Cubzaguais, seigneur de Formarville. Il était lieutenant-général des armées du roi en 1781.
Le château à demi ruiné du Bouilh ne pouvait convenir à un tel personnage auquel souriait de plus en plus la faveur royale, et comme un jour Jean-Frédéric de La Tour du Pin Gouvernet sollicitait Louis XVI de paraître dans sa province de Guyenne, et celui-ci lui ayant répondu : « Mais il n’y a aucun château pour m’y recevoir ! », le maréchal de camp résolut d’offrir à son roi un séjour digne de lui.
Il se mit aussitôt en rapport avec l’architecte Victor Louis qui venait de doter Bordeaux de son Grand Théâtre, objet de l’admiration générale. Les travaux de construction étaient en cours lorsque le seigneur du Cubzaguais fut nommé député aux États généraux de 1789 par la noblesse de Saintonge et partit pour Paris où il fut nommé Ministre de la Guerre par Louis XVI. En cette période tourmentée, pour ne pas être suspecté d'utiliser les deniers de l'État, le ministre stoppa immédiatement la construction du château.

## Un immense projet

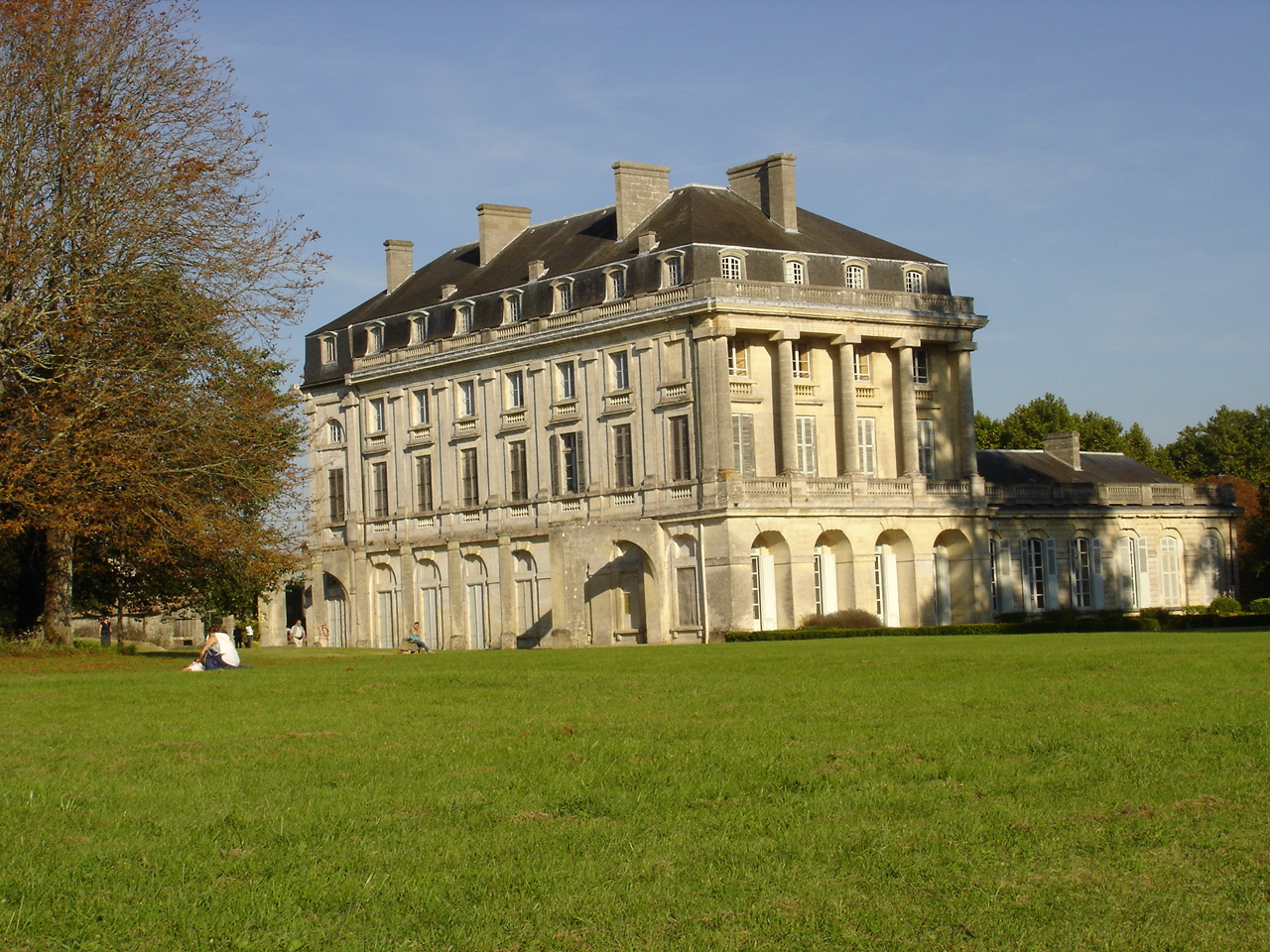
Vue du corps de logis depuis le parc.

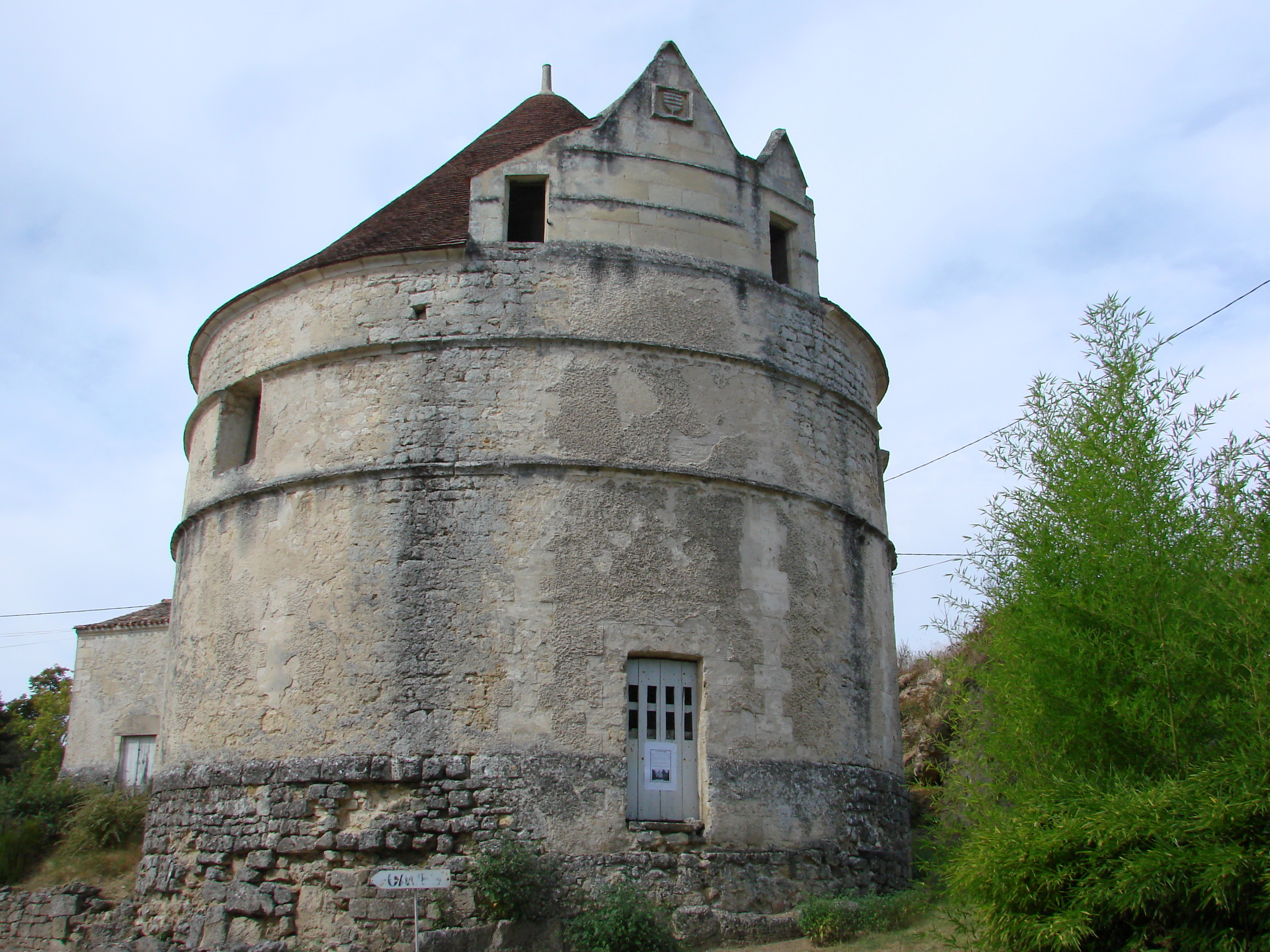
La fuie du XVIe.

Selon les plans de l'architecte Victor Louis, le château du Bouilh devait se composer de deux vastes corps de logis reliés par une large galerie semi-elliptique. Seuls le corps de logis ouest et la galerie ont été terminés, le corps de logis est restant à l'état de projet. En effet, compromis trois ans après dans le procès de la reine Marie-Antoinette, Jean-Frédéric de La Tour du Pin Gouvernet fut confronté à elle, puis arrêté comme suspect et condamné à mort et guillotiné le 28 avril 1794.

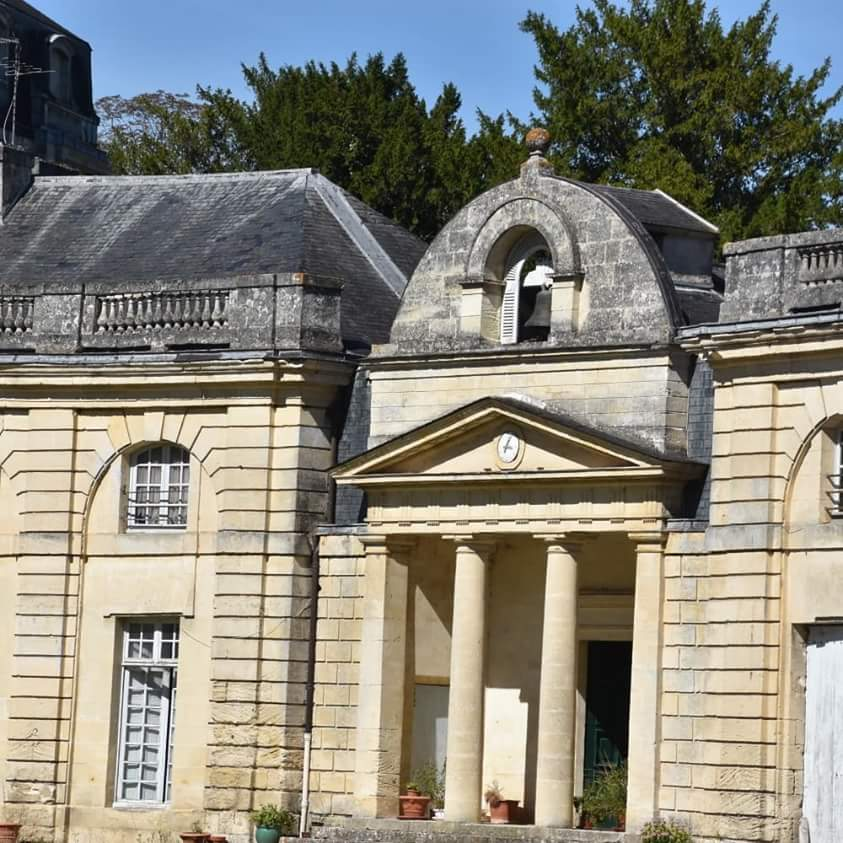
L'entrée royale.

Le château du Bouilh possède une fuie qui est le seul vestige de l'ancien manoir. De celui-ci, les informations sont très limitées. Il ne comprenait qu'un nombre restreint de pièces : une salle basse, une salle haute, quatre chambres, une cuisine, des cellules. Ce château était entouré de murailles et de douves franchies par un pont-levis. La fuie est de forme circulaire et son diamètre est de 12 mètres. Ses parois sont creusées de 1 200 logettes à pigeons.
Un vaste château d'eau de forme quadrangulaire percé de plusieurs portes s'étend sous une terrasse. Ce château d'eau est doté d'une machine hydraulique dont le réservoir à bascule permettait de faire monter les eaux dans un autre réservoir d'où elles se distribuaient par divers canaux.
Au centre de l'hémicycle formé par la galerie des communs, se trouve une chapelle néo-gothique où sont enterrés les propriétaires.
Derrière le château, les chais et les cuviers prennent place dans une carrière de pierre divisée en plusieurs pièces.
Le château était inscrit à l'Inventaire des Monuments Historiques dès 1938 et est classé (ainsi que ses dépendances : la tour servant de pavillon d'entrée, le château d'eau, la fuie, les chais, le bâtiment des cuviers, la maison de l'Intendant, le parc et les jardins) Monument Historique par arrêté du 17 mars 1943.

## La vente du château à la famille Hubert-Delisle

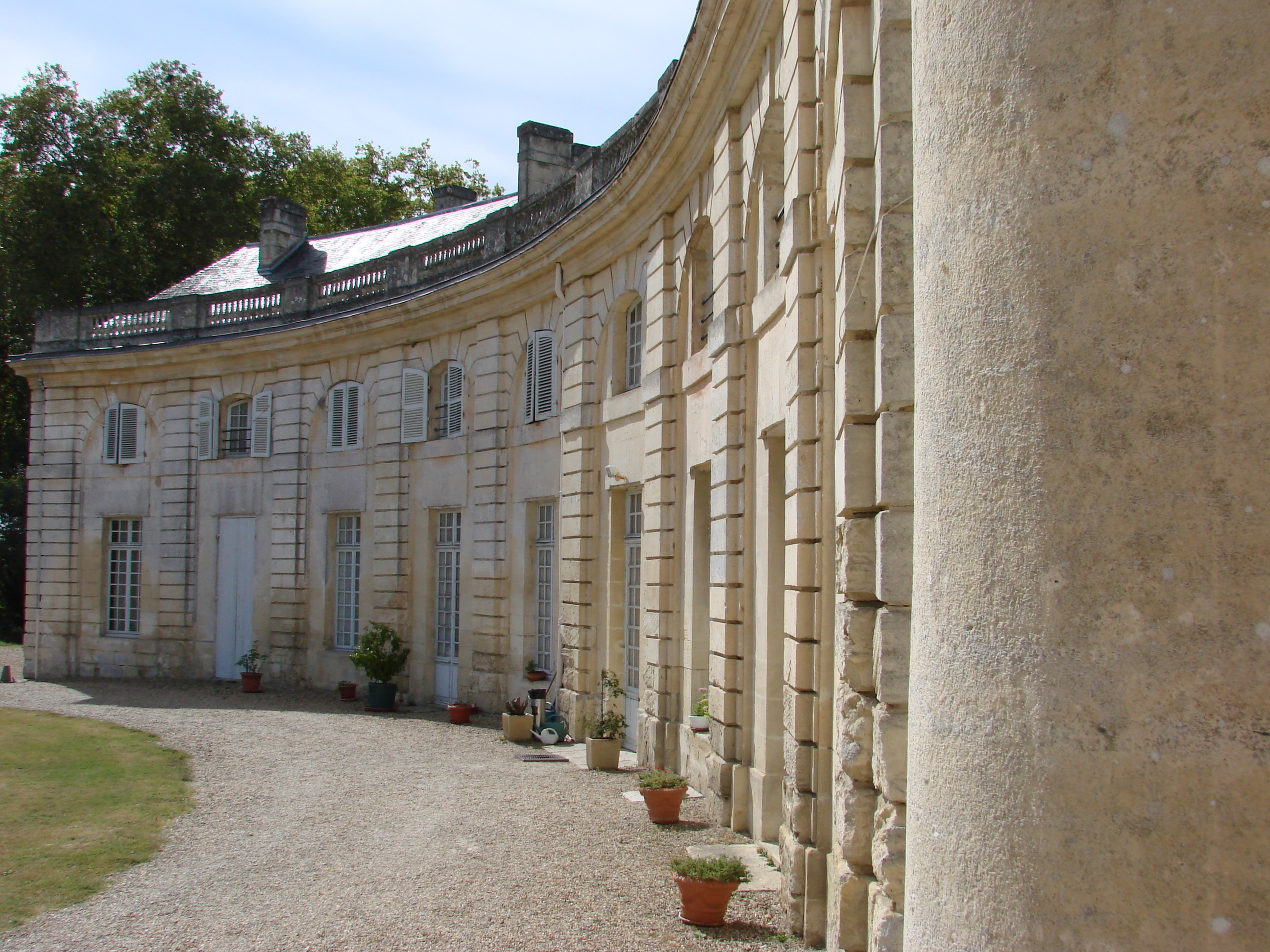
Vue des communs en semi-ellipse

À la suite de ces événements, le château resta inachevé mais ne fut pas vendu comme propriété nationale. Sous la Restauration, l'héritier du marquis de La Tour du Pin, Frédéric-Séraphin, fut ambassadeur à Turin et en Espagne, ministre de la France à La Haye. Il meurt en 1837. Il vendit le château en 1835 à un créole réunionnais Florentin Hubert de Montfleury.
Son fils est Louis Henri Hubert-Delisle qui fut gouverneur de l'île de La Réunion puis sénateur sous l'Empire. En 1864, Noéline Hubert-Delisle épousa Édouard de Feuilhade de Chauvin. Le château du Bouilh appartient aujourd'hui à leurs descendants.

## Décor de film
Le château du Bouilh a servi de décor à plusieurs films, dont La Maison des Rocheville en 2010, Monsieur Léon en 2006 et la Cousine Bette en 1996.